# Ljubomišlje
Ljubomišlje (cyr. Љубомишље) – wieś w Bośni i Hercegowinie, w Republice Serbskiej, w gminie Rogatica. W 2013 roku liczyła 4 mieszkańców.